# Metvica
Metvica (lat. Mentha) je rod cvjetnica s oko trideset raznih vrsta trajnica iz obitelji Lamiaceae. Metvica je rasprostranjena u Australiji, Americi, Europi i Aziji. Također postoji nekoliko hibridnih vrsta. Metvica aromatična biljka, koja naraste do visine od 10 do 120 cm, listovi su većinom tamno zelene boje.

## Vrste
1. Mentha alaica Boriss.
2. Mentha aquatica L., vodena metvica
3. Mentha arvensis L., poljska metvica
4. Mentha atrolilacina B.J.Conn & D.J.Duval
5. Mentha australis R.Br.
6. Mentha canadensis L.
7. Mentha × carinthiaca Host
8. Mentha cervina L.
9. Mentha cunninghamii (Benth.) Benth.
10. Mentha dahurica Fisch. ex Benth.
11. Mentha × dalmatica Tausch, dalmatinska metvica
12. Mentha darvasica Boriss.
13. Mentha diemenica Spreng.
14. Mentha × dumetorum Schult., runjava metvica
15. Mentha gattefossei Maire
16. Mentha × gayeri Trautm.
17. Mentha × gentilis L., oštrozubna metvica
18. Mentha grandiflora Benth.
19. Mentha japonica (Miq.) Makino
20. Mentha × kuemmerlei Trautm.
21. Mentha laxiflora Benth.
22. Mentha × locyana Borbás
23. Mentha longifolia (L.) L., dugolisna metvica
24. Mentha micrantha (Fisch. ex Benth.) Heinr.Braun
25. Mentha pamiroalaica Boriss.
26. Mentha × piperita L., paprena metvica
27. Mentha pulegium L., močvarna metvica, mirisna metvica, barska metvica
28. Mentha × pyramidalis Ten.
29. Mentha requienii Benth., korzička metvica
30. Mentha × rotundifolia (L.) Huds.
31. Mentha royleana Wall. ex Benth.
32. Mentha satureioides R.Br.
33. Mentha spicata L., klasasta metvica
34. Mentha suaveolens Ehrh., jabukova metvica
35. Mentha × suavis Guss.
36. Mentha × verticillata L., pršljenasta metvica
37. Mentha × villosa Huds.
38. Mentha × villosa-nervata Opiz
39. Mentha × wirtgeniana F.W.Schultz; sin. Mentha × smithiana R.A.Graham crvena metvica

## Vanjske poveznice
- Aromatično bilje Hrvatska tehnička enciklopedija, portal hrvatske tehničke baštine. LZMK